# Dream Theater (musikalbum)
Dream Theater är det amerikanska progressiv metal/progressiv rock-bandet Dream Theaters tolfte studioalbum, utgivet 2013 av skivbolaget Roadrunner Records. Albumet spelades in och mixades i Cove City Sound Studios i Glen Cove, Long Island, New York. Många av låtarna är kortare än andra låtar på bandets tidigare album.

## Låtlista
1. "False Awakening Suite" (instrumental) – 2:42
  - "I. Sleep Paralysis" – 0:58
  - "II. Night Terrors" – 0:45
  - "III. Lucid Dream" – 1:03
2. "The Enemy Inside" - 6:17
3. "The Looking Glass" - 4:53
4. "Enigma Machine" - 6:02
5. "The Bigger Picture" - 7:41
6. "Behind The Veil" - 6:53
7. "Surrender To Reason" - 6:35
8. "Along For The Ride" - 4:45
9. "Illumination Theory" - 22:16
  - "I. Paradoxe de la Lumière Noire" (instrumental) – 1:16
  - "II. Live, Die, Kill" – 5:45
  - "III. The Embracing Circle" (instrumental) – 4:09
  - "IV. The Pursuit of Truth" – 4:00
  - "V. Surrender, Trust & Passion" – 3:00

Text: John Petrucci (spår 1–6, 8, 9), John Myung (spår 7)
Musik: Petrucci/Jordan Rudess (spår 1, 8), Dream Theater (spår 2, 3, 5–7, 9), Petrucci/Rudess/Myung/Mike Mangini (spår 4)

## Medverkande
Dream Theater
- James LaBrie - sång
- John Myung - bas
- John Petrucci - gitarr, sång
- Jordan Rudess - keybords
- Mike Mangini - trummor, slagverk

Bidragande musiker
- Misha Gutenberg – konsertmästare, violin
- Larisa Vollis, Yelena Khaimova, Yevgeniy Mansurov – violin
- Aleksandr Anisimov, Noah Wallace – viola
- Anastasia Golenisheva, Valeriya Sholokhova – cello
- Len Sluetsky – kontrabas
- Eren Başbuğ – orkesterarrangemang, dirigent

Produktion
- John Petrucci – producent
- Richard Chycki – ljudtekniker, ljudmix
- James "Jimmy T" Meslin – assisterande ljudtekniker
- Kevin Matela, Dave Rowland – assiterande ljudmix
- Matthew "Maddi" Schieferstein – studio-koordinator
- Ted Jensen – mastering
- Dave Rath – omslagsdesign
- Hugh Syme – omslagskonst